# Николай Маврокатакалон
Николай Марвокатакалон (ср.-греч. Νικωλάῳ Μαυροκατακαλών; после 1096) — византийский военачальник и флотоводец, великий дука флота (лат. megas doux tou stolou), активный в период правления императора Алексея I Комнина с 1087 по 1096 год. Выходец из знатной семьи Катакалон; приставка «мавро» означает «чёрный». В качестве полководца участвовал в сражении с объединённым войском под командованием печенежского верховного бека Челгу. В качестве флотоводца принимал графа Гуго I Вермандуа и принимал участие в разгроме норманнского флота.

## Биография
Единственным источником для биографии Николая является памятник византийской литературы «Алексиада», написанный Анной Комниной. Известно, что полководец принадлежал к династии Марвокатакалон, византийскому аристократическому роду, который является боковой ветвью династии Катакалон; при этом приставка «мавро» означает «чёрный».
Первое упоминание Николая в «Алексиаде» относится к 1087 году. Весной этого года на Византию выдвинулись печенеги под руководством верховного бека Челгу. Анна Комнина оценивает группировку в 80 тысяч человек, отмечая её смешанный состав — «савроматы, скифы и немалое число дакских воинов». Византийская классификация народов следовала античным традициям, из-за чего историки называли кочевые и «варварские» народы тюркского, германского, а затем и монгольского происхождения «скифами», «даками», «гуннами», «галлами» и т. д. В данном случае под «даками», которыми командовал Соломон, подразумеваются венгры под руководством их бывшего короля Шаламона, низложенного двоюродными братьями. Помимо Анны Комниной о походе сообщает хронист Бернольд. Среди прочих присутствовали славяне и валахи. У греков же денег на новую войну просто не было, из-за чего противнику удалось опустошить Фракию, взять богатую добычу в Хариополе, и остановиться в Скотине (название не идентифицируется). Прознав о вторжении, Николай с войсками прибыл в Памфил (между Хариополем и Редесто), откуда, вместе с гонимыми сильным страхом селянами, что собирались в окрестных поселениях, добрался до Кули (к северо-востоку от Эноса). Кочевники выдвинулись вслед за ними, имея при себе лишь передовые отряды. Благодаря этому удачному манёвру многим гражданским удалось спастись, а армия пополнилась ветеранами-стратиотами, что уже сражались с печенегами под командованием Никифора Вриенния Старшего.
Николай достиг удобной возвышенности — гребня над вершиной холма. Анна Комнина отмечает его жажду боя, однако пишет, что изначально он решил с этим повременить, поскольку силы Византии были значительно меньше, и отойти назад. Здесь Николай стал раздумывать, где дать бой врагу. Военачальники отмечали, что это идеальное место для атаки, да и сам полководец был согласен. Разделив группу на 3 части, он отдал приказ напасть на превосходящие силы врага. Византийцы нанесли удар точно в необходимое время: выдвинувшийся вперёд Челгу, несмотря на ярость в сражении и отчаянное сопротивление, пал, что привело к бегству кочевников. Анна Комнина отмечает, что в битве «много скифов было ранено, не меньше убито». Ряд источников, например, Бертольд, утверждают, что Шаламон пал от руки врага именно здесь, с чем согласился и историк В. Г. Васильевский. Другие же говорили о спасении или гибели от руки своих. Так или иначе, победа византийской армии была полной и блестящей, за что Николай получил от императора щедрые дары. Многие в империи ожидали и его повышения по службе, например, назначения на должность доместика схол Запада, ибо Григорий Пакуриан погиб. Но Алексей предпочёл назначить туда Адриана, представителя своей династии, так как считал его более надёжным, хоть последний и не обладал каким-то выдающимся военным талантом. Однако Алексей доверил ему охрану своей персоны наряду с варягами и сыновьями императора Романа Диогена во время дальнейших боёв с печенегами. В дальнейшем, нанеся им ряд поражений, греки заключили с кочевниками мир. В зимних боях отрядами «наиболее храбрых воинов» командовали Николай и Ионнаки.
В 1096 году Николай занимал должность великого дуки флота и вместе с дуксом Диррахия Иоанном Комнином благополучно принял графа Гуго I Вермандуа, потерпевшего кораблекрушение у берегов столицы фемы. Однако это было лишь «вступлением», поскольку менее чем через 15 дней у Каваллиона высадился Боэмунд, чьё войско Анна Комнина описывает как «ни с чем не сравнимое по величине». За ним выдвинулся «граф Брабанта», которого многие византинисты начиная с Ш. Дюканжа отождествляют с Раймондом Тулузским, на что, по мнению Я. Н. Любарского, у них нет оснований, ибо последнего Анна упоминает под другим именем. Любарский считает, что более убедительны доводы А. Марика и отождествление с Балдуином II. Этот «граф Брабанта» нанял у пиратов большой корабль с 200 гребцами. Он опасался флота врага, из-за чего отправился не к Авлону, а прямиком на Химару. Но направившись туда они столкнулись с флотом под командованием Николая Марвокатакалона, который устроил засаду здесь сразу, как прослышал о найме. Узнав об отплытии, он атаковал флот 6 декабря 1096 года. Во время боя множество подвигов совершил Мариан Марвокатакалон, сын Николая, в том числе ранив «графа Брабанта». Сеча шла до середины следующего дня, однако в конце концов византийцы одержали верх.
На этом информация о Николае в «Алексиаде» заканчивается.

## Семья
У Николая было двое сыновей, Мариан и Григорий. Оба служили полководцами у Алексея Комнина.